# سیارک ۱۲۱۸۶
سیارک ۱۲۱۸۶ (به انگلیسی: 12186 Mitukurigen، نامگذاری:1977ER5) دوازده هزار و صد و هشتاد و ششمین سیارک کشف شده‌است که در ۱۲ مارس ۱۹۷۷ کشف شد.
قدر مطلق سیارک برابر ۲۵.۷ است.